# Никитин, Пётр Федотович
Пётр Федотович Никитин (1874 — неизвестно) — русский артиллерист, педагог, генерал-майор, редактор «Артиллерийского журнала» (1915—1917).

## Биография
Родился 4 июля 1874 года в Московской губернии в семье чиновника.
В службу вступил в 1891 году после окончания Московского 4-го кадетского корпуса. В 1894 году после окончания Михайловского артиллерийского училища по I разряду выпущен подпоручиком в лейб-гвардии 3-ю артиллерийскую бригаду в составе 3-й гвардейской пехотной дивизии. В 1898 году произведён в поручики гвардии.
25 апреля 1896 года в составе войск гвардии был командирован в Москву для участия в мероприятиях по случаю коронации императора Николая II и императрицы Александры Федоровны.
В 1899 году окончил Михайловскую артиллерийскую академию по I разряду, с получением за успехи в науках малой серебряной медали и с занесением его имени на почётную мраморную доску академии. В 1899 году был произведён в штабс-капитаны гвардии с назначением репетитором Михайловской артиллерийской академии и Михайловского артиллерийского училища с зачислением по гвардейской пешей артиллерии. В 1900 году на два месяца был командирован в Очаковскую крепость  для изучения стрельбы из крепостных и приморских орудий. С 1903 года одновременно с педагогической деятельностью был назначен помощником  редактора «Артиллерийского журнала», генерала Г. И. Ермолаева. В 1903 году П. Ф. Никитин был удостоен золотой медали Михайловской премии за рецензии на Конференции МАА. 
В 1904 году был произведён в капитаны гвардии, в 1908 году в полковники гвардии. В 1909 году был назначен штатным военным преподавателем Михайловской артиллерийской академии с оставлением на должности помощника редактора «Артиллерийского журнала». В 1914 году находился в распоряжение начальника артиллерии войск Петроградского военного округа. В 1915 году за отличие по службе произведён в генерал-майоры с назначением редактором «Артиллерийского журнала» и штатным преподавателем Михайловской артиллерийской  академии, в этом же году Никитин подготовил работу «Подготовительный курс артиллерии для младшего класса артиллерийских училищ».

## Награды
Был награждён всеми орденами Российской империи вплоть до ордена Святого Владимир 3-й степени, пожалованного ему в 1915 году